# Cimolus obscurus
Cimolus obscurus är en insektsart som beskrevs av Carl Stål 1870. Cimolus obscurus ingår i släktet Cimolus och familjen bredkantskinnbaggar. Inga underarter finns listade i Catalogue of Life.